# Leptostylus obliquatus
Leptostylus obliquatus là một loài bọ cánh cứng trong họ Cerambycidae.